# Cats (2019)
Cats is een Brits-Amerikaanse fantasy-musicalfilm uit 2019 onder regie van Tom Hooper. Het is een verfilming van de gelijknamige Broadwaymusical, die op zijn beurt gebaseerd is op de dichtbundel Old Possum's Book of Practical Cats (1939) van T.S. Eliot. De film beschikt over een ensemblecast bestaande uit onder meer Francesca Hayward, James Corden, Judi Dench, Jason Derulo, Idris Elba, Jennifer Hudson, Ian McKellen en Taylor Swift.
Het personage Old Deuteronomy is in de theatermusical een man, maar in de film een vrouw.

## Verhaal
De Jellicle Cats vormen een magische stam van pratende katten. Ze komen samen op het jaarlijks Jellicle-bal, waar ze proberen de uitverkorene te worden van Old Deuteronomy, de matriarch van de stam die jaarlijks iemand kiest om herboren te worden op een plek die de Heaviside Layer wordt genoemd. De schurk Macavity, die over bijzondere krachten beschikt, probeert tevergeefs op een oneerlijke manier te winnen. Aangemoedigd door Victoria, die zelf die dag op ruwe wijze is afgedankt als huisdier, doet Grizabella mee, een paria die die dag teruggekeerd is na jarenlange afwezigheid, en zij wint en vertrekt met een ballon naar de Heaviside Layer.

## Rolverdeling
| Acteur            | Personage                       |
| ----------------- | ------------------------------- |
| James Corden      | Bustopher Jones                 |
| Judi Dench        | Old Deuteronomy                 |
| Jason Derulo      | Rum Tum Tugger                  |
| Idris Elba        | Macavity the Mystery Cat        |
| Jennifer Hudson   | Grizabella the Glamour Cat      |
| Ian McKellen      | Gus "Asparagus" the Theatre Cat |
| Taylor Swift      | Bombalurina                     |
| Rebel Wilson      | Jennyanydots the Gumbie Cat     |
| Francesca Hayward | Victoria the White Cat          |
| Laurie Davidson   | Mr. Mistoffelees                |
| Ray Winstone      | Growltiger                      |
| Mette Towley      | Cassandra                       |
| Robbie Fairchild  | Munkustrap                      |
| Steven McRae      | Skimbleshanks                   |

## Productie

### Ontwikkeling
In 1996 werd bericht dat Amblimation, de animatie-afdeling van Steven Spielbergs productiebedrijf Amblin Entertainment, plannen had om voor Universal Pictures een animatiefilm te maken over Andrew Lloyd Webbers musical Cats. De plannen werden niet uitgevoerd en in 1997 werd de animatie-afdeling stopgezet. In 1998 brachten Universal en PolyGram Filmed Entertainment een in Londen opgenomen opvoering van de musical Cats uit op VHS (en later ook dvd en blu-ray).
In 2013, door het succes van Tom Hoopers musicalfilm Les Misérables (2012), begon Universal opnieuw een verfilming van Cats te overwegen. In februari 2016 werd voor het eerst bericht dat Hooper het project zou regisseren. Drie maanden later werd het nieuws bevestigd en raakte bekend dat hij onder meer actrice Suki Waterhouse overwoog voor een van de hoofdrollen.
In januari 2018 ging de casting van start en kondigde Lloyd Webber aan dat hij voor de film een nieuw nummer had geschreven. In oktober 2018 raakte bekend dat het om het nummer "Beautiful Ghosts" ging, geschreven door Lloyd Webber en Taylor Swift.

### Casting
In juni 2018 werden actrice Anne Hathaway en zangeres Rihanna aan het project gelinkt, maar beiden haakten af omdat ze al aan andere projecten verbonden waren. Een maand later raakte de casting van Jennifer Hudson, Taylor Swift, James Corden en Ian McKellen bekend. Swift had in 2012 auditie gedaan voor Hoopers musicalfilm Les Misérables, maar zag de rol die ze hoopte te bemachtigen uiteindelijk naar Samantha Barks gaan. Voor haar rol in Cats deed ze geen auditie.
In september 2018 werden Laurie Davidson en Mette Towley gecast. Een maand later werden ook Idris Elba en Judi Dench aan het project toegevoegd. Dench werd begin jaren 1980 ook gecast voor de oorspronkelijke musical, maar moest uiteindelijk vervangen worden vanwege een blessure aan haar achillespees. In de filmversie kreeg ze de rol van Old Deuteronomy, een personage dat in de oorspronkelijke musical mannelijk was.
In november 2018 werd de cast uitgebreid met onder meer actrice Rebel Wilson en balletdansers Francesca Hayward en Steven McRae.

### Opnames en visuele effecten
De opnames gingen op 12 december 2018 van start en eindigden op 2 april 2019. De film werd grotendeels opgenomen in de Warner Bros.Studios in Leavesden (Hertfordshire), waar reusachtige sets gebouwd werden om de acteurs kleiner te laten lijken. De vertolkingen werden door de cast uitgevoerd in groene motion-capturekostuums en met referentiestippen voor digitale nabewerking op het gelaat. In postproductie werden de acteurs met visuele effecten bewerkt om ze meer op katten te laten lijken. Zo kregen ze onder meer een digitale vacht, staart en oren.

## Release en ontvangst
Cats ging op 16 december 2019 in New York in première. Vier dagen later werd de film in de Britse en Amerikaanse bioscoop uitgebracht. In België en Nederland werd de film op respectievelijk 19 december en 26 december 2019 in de bioscoop uitgebracht.
De film werd aanvankelijk met enkele onvoltooide visuele effecten uitgebracht. Zo was er een scène waarin het productieteam vergeten was om de hand van Judi Dench digitaal te verwijderen en te veranderen in een kattenpoot. Universal maakte vanaf 22 december 2019 een geüpdatete versie van de film beschikbaar en vroeg bioscopen om de versie die in omloop was zo snel mogelijk te vervangen door de versie met de verbeterde visuele effecten.
De film kreeg overwegend negatieve recensies en werd een financiële flop. Op Rotten Tomatoes heeft Cats een waarde van 21% en een gemiddelde score van 3,8/10, gebaseerd op 272 recensies. Op Metacritic heeft de film een gemiddelde score van 32/100, gebaseerd op 50 recensies. Eind december 2019 berichtte The Los Angeles Times dat de film een verlies van zo'n 70 miljoen dollar betekende voor Universal.
De film won zes Razzies voor slechtste film, regisseur, scenario, mannelijke bijrol (voor Corden), vrouwelijke bijrol (voor Wilson) en cast.

## Soundtrack
De officiële soundtrack van Cats werd op 20 december 2019 uitgebracht. Het nummer "Beautiful Ghosts", gezongen door Taylor Swift, werd in november 2019 als een single uitgebracht. Het lied werd in december 2019 genomineerd voor een Golden Globe.
1. "Overture" – Andrew Lloyd Webber
2. "Jellicle Songs for Jellicle Cats" – De cast van Cats
3. "The Old Gumbie Cat" – Rebel Wilson, Robbie Fairchild
4. "The Rum Tum Tugger" – Jason Derulo
5. "Bustopher Jones: The Cat About Town" – James Corden, Jason Derulo, Cory English, Idris Elba
6. "Mungojerrie and Rumpleteazer" – Andrew Lloyd Webber
7. "Old Deuteronomy" – Robbie Fairchild, Judi Dench
8. "Beautiful Ghosts (Victoria's Song)" – Francesca Hayward
9. "Magical Gus" – Andrew Lloyd Webber
10. "Gus: The Theatre Cat" – Ian McKellen
11. "Skimbleshanks: The Railway Cat" – Steven McRae, Robbie Fairchild
12. "Macavity" – Taylor Swift
13. "Mr. Mistoffelees" – Laurie Davidson, Robbie Fairchild, Judi Dench, Francesca Hayward
14. "Memory" – Jennifer Hudson, Francesca Hayward
15. "The Addressing of Cats" – Judi Dench
16. "Beautiful Ghosts" – Taylor Swift